# Басиле, Альфио
Альфре́до Рубе́н «А́льфио» Баси́ле (исп. Alfredo Rubén "Alfio" Basile; род. 1 ноября 1943[…], Баия-Бланка, Буэнос-Айрес) — аргентинский футболист и футбольный тренер. Выступал на позиции защитника, играл за аргентинские клубы «Расинг» (Авельянеда) и «Уракан». В составе национальной сборной выступал с 1968 по 1973 год. В качестве главного тренера сборной Аргентины дважды выигрывал Кубок Америки.

## Карьера

### Игровая
Альфио начал карьеру в клубе «Расинг Авеланьеда». В 1967 году он вместе со своим клубом стал обладателем Кубка Либертадорес и Межконтинентального кубка. В 1971 году перешёл в «Уракан».

### Тренерская
В качестве тренера возглавлял «Велес Сарсфилд», «Сан-Лоренсо», «Колон», «Бока Хуниорс», «Атлетико Мадрид», «Насьональ», «Америка» и др.
Дважды возглавлял сборную Аргентины: с 1991 по 1994 год, подав в отставку после неудачного выступления на чемпионате мира—1994, и с сентября 2006 по 16 октября 2008 года, оставив свой пост после поражения от сборной Чили в отборочном турнире чемпионата мира 2010 года.

## Достижения

### Как игрок
Расинг
- Чемпион Аргентины: 1966
- Обладатель Кубка Либертадорес: 1967
- Обладатель Межконтинентального кубка:1967

Уракан
- Чемпион Аргентины: 1973 (Метрополитано)

### Как тренер
Расинг
- Обладатель Суперкубка Либертадорес: 1988

Насьональ
- Победитель Лигильи Уругвая: 1990

Америка
- Обладатель Кубка гигантов КОНКАКАФ: 2001

Бока Хуниорс
- Чемпион Аргентины: Апертура 2005, Клаусура 2006
- Обладатель Южноамериканского кубка (1): 2005
- Обладатель Рекопы (2): 2005, 2006

Сборная Аргентины
- Обладатель Кубка Америки: 1991, 1993
- Обладатель Кубка Кирин: 1992
- Обладатель Кубка Короля Фахда: 1992